# Arkus tangens

Grafy funkcí arkus tangens a arkus kotangens

Arkus tangens je jedna z cyklometrických funkcí, inverzní funkce k funkci tangens. Obvykle se značí arctg x nebo arctan x, v anglické literatuře se taktéž používá atan x či tan−1 x. Její hodnotou je úhel v obloukové míře z intervalu {\displaystyle (-{\tfrac {\pi }{2}};{\tfrac {\pi }{2}})}, popřípadě ve stupňové míře z intervalu (−90°; 90°), jehož tangens je x. Je to jedna z nejdůležitějších funkcí matematické analýzy.

## Definice
Funkce arctg x je inverzní funkce k funkci tg x, jejíž definiční obor byl omezen na interval {\displaystyle (-{\tfrac {\pi }{2}};{\tfrac {\pi }{2}})}. Díky tomuto omezení je výchozí funkce prostá, takže požadovaná inverzní funkce existuje.

## Vlastnosti
Funkce {\displaystyle y={\mbox{arctg }}x} v obloukové míře je bijekcí mezi množinou reálných čísel {\displaystyle \mathbb {R} } a intervalem {\displaystyle (-{\tfrac {\pi }{2}};{\tfrac {\pi }{2}})}, což mimo jiné dokazuje, že každý interval má stejnou mohutnost jako množina reálných čísel.
Dále má tato funkce následující vlastnosti:
| Definiční obor  | {\displaystyle \mathbb {R} } |
| Obor hodnot     | {\displaystyle (-{\tfrac {\pi }{2}};{\tfrac {\pi }{2}})} |
| Omezenost       | Je omezená |
| Monotonie       | Je rostoucí, a tedy prostá |
| Symetrie        | Je lichá |
| Periodicita     | Není periodická |
| Limity          | {\displaystyle \lim _{x\to -\infty }{\mbox{arctg }}x=-{\tfrac {\pi }{2}}} {\displaystyle \lim _{x\to +\infty }{\mbox{arctg }}x={\tfrac {\pi }{2}}} {\displaystyle \lim \limits _{x\rightarrow 0}{{\mbox{arctg }}x \over x}=1,} takže v okolí nuly je {\displaystyle {\mbox{arctg }}x\approx x} |
| Inverzní funkce | {\displaystyle x={\mbox{tg }}y} (tangens) |
| Derivace        | {\displaystyle {\mathrm {d} \over \mathrm {d} x}\,{\mbox{arctg }}x={1 \over {1+x^{2}}}} |
| Integrál        | {\displaystyle \int {\mbox{arctg }}x\;\mathrm {d} x=x\;{\mbox{arctg }}x-{\tfrac {1}{2}}\ln(1+x^{2})+C} |
| Taylorova řada  | {\displaystyle \operatorname {arctg} \,x=x-{\frac {x^{3}}{3}}+{\frac {x^{5}}{5}}-{\frac {x^{7}}{7}}+\cdots =\sum _{n=0}^{\infty }{(-1)}^{n}{\frac {x^{2n+1}}{2n+1}}\;{\mbox{ pro }}x\in \langle -1,1\rangle }                                                                                  |

## Vzorce
{\displaystyle {\mbox{arctg }}x={\tfrac {\pi }{2}}-{\mbox{arccotg }}x=\arcsin {\frac {x}{\sqrt {x^{2}+1}}}={\tfrac {\pi }{2}}-\arccos {\frac {x}{\sqrt {x^{2}+1}}}}
{\displaystyle {\mbox{arctg }}(-x)=-{\mbox{arctg }}x}
{\displaystyle {\mbox{arctg }}{1 \over x}={\begin{cases}{\tfrac {\pi }{2}}-{\mbox{arctg }}x={\mbox{arccotg }}x&{\text{pokud }}x>0\\-{\tfrac {\pi }{2}}-{\mbox{arctg }}x=-\pi +{\mbox{arccotg }}x&{\text{pokud }}x<0\end{cases}}}
{\displaystyle {\tfrac {1}{2}}\,{\mbox{arctg }}x={\mbox{arctg}}\,{x \over 1+{\sqrt {1+x^{2}}}}}
{\displaystyle 2\,{\mbox{arctg }}x\equiv {\mbox{arctg}}\,{2x \over 1-x^{2}}{\pmod {\pi }},\quad x\neq \pm 1} 
{\displaystyle {\mbox{arctg }}x+{\mbox{arctg }}y\equiv {\mbox{arctg}}\,{x+y \over 1-xy}{\pmod {\pi }},\quad xy\neq 1}